# Phytomyptera verna
Phytomyptera verna är en tvåvingeart som beskrevs av Richter 1993. Phytomyptera verna ingår i släktet Phytomyptera och familjen parasitflugor.
Artens utbredningsområde är Ukraina. Inga underarter finns listade i Catalogue of Life.